# Gash-Barka
Gash-Barka (Tigrinya: ዞባ ጋሽ ባርካ, Gash-Barka; Arabisch: منطقة القاش وبركا, Qāsh-Barkah) is een van de zes regio's van Eritrea. De westelijke regio heeft een oppervlakte van 33.200 km² en heeft 708.800 inwoners (2005). De hoofdstad is Barentu.
Maekel · Debub · Gash-Barka · Anseba · Semenawi Keyih Bahri · Debubawi Keyih Bahri